# Changqing, Yongtai
Changqing (kinesiska: 长庆) är en köping i sydöstra Kina. Den ligger i Yongtai härad i provinshuvudstaden Fuzhou i provinsen Fujian, omkring 76 kilometer väster om centrala Fuzhou. Antalet invånare är 10 081. Befolkningen består av 4 595 kvinnor och 5 486 män. Barn under 15 år utgör 17,0 %, vuxna 15-64 år 68 %, och äldre över 65 år 14,0 %.